# حرب الرمال
حرب الرمال هو صراع مسلح وحرب اندلعت بين المغرب والجزائر في شتنبر من عام 1963 بسبب الهجوم الجزائري على قرية فكيك الحدودية، بعد عام تقريبا من استقلال الجزائر وعدة شهور من المناوشات على الحدود بين البلدين اندلعت الحرب المفتوحة في ضواحي منطقة تندوف، بشار وحاسي البيضاء، ثم انتشرت إلى فكيك المغربية واستمرت لأيام معدودة. توقفت المعارك في 8 فبراير حيث انتهت بوساطة الجامعة العربية ومنظمة الوحدة الأفريقية، قامت المنظمة الإفريقية بإرساء اتفاقية لوقف نهائي لإطلاق النار في 20 فبراير 1964 في مدينة باماكو عاصمة دولة مالي، ولكنها خلّفت توتراً مزمناً في العلاقات المغربية الجزائرية ولا تزال آثارها موجودة إلى الآن.

## الخلفية
نشأت مشكلة الحدود الجنوبية بين المغرب والجزائر عام 1963م عندما أرادت السلطات المغربية السيطرة على منطقتي تندوف وبشار حيث بدأ المغرب مطالبات للتوسع داخل هذه المناطق، بالإضافة لأراض تابعة للمغرب لم تلتفت باريس إلى المطالب المغربية، وبادرت عام 1957 بإقرار منظومة إدارية جديدة للصحراء، واقترحت على المغرب بدء مفاوضات لحل الإشكال الحدودي القاضي بإرجاع تلك المناطق إلى المغرب. عرضت فرنسا على المغرب استعادة بسط سيطرته على المناطق التي يطالب بها شريطة تأسيس الشركة الفرنسية المغربية (المنظمة المشتركة للمناطق الصحراوية) المكلفة باستغلال الموارد المنجمية المكتشفة حديثا في الصحراء  ووقف دعم الثورة الجزائرية، لكن الملك محمد الخامس، رفض العرض الفرنسي، مؤكدا أن المشكل الحدودي سيحل مع السلطات الجزائرية بعد استقلال الجزائر عن فرنسا. ووقع الملك الحسن الثاني يوم 6 يوليو 1961 اتفاقا مع فرحات عباس، رئيس الحكومة المؤقتة للجمهورية الجزائرية، يعترف بوجود مشكل حدودي بين البلدين، وينص على ضرورة بدء المفاوضات لحله مباشرة بعد استقلال الجزائر. كانت فرنسا تريد من وراء مقترحها وقف دعم المغرب المستمر للثورة الجزائرية، حيث كان يستضيف قادة الثورة وخاصة بمدينة وجدة شرق البلاد، كما كانت الرباط توفر إمدادات السلاح للثوار، وهو ما كان يقض مضجع الاحتلال الفرنسي. وبعد أن نجح ثوار الجزائر في طرد الاحتلال الفرنسي وإعلان تقرير المصير البلاد عام 1962، بادر أحمد بن بلة، للتأكيد على أن التراب الجزائري كل لا يتجزأ. ورفض بن بلة وجيش التحرير الوطني الجزائري فكرة كل تفاوض حول التنازل عن أي أرض «حررت بدماء الشهداء» للمغرب، وبعد الاستقلال رفضت الحكومة الجزائرية المطالب المغربية الحدودية.

### قبل استقلال الجزائر
ساهمت عدة عوامل في اندلاع الصراع بين المغرب والجزائر من بينها انعدام اتفاقية ترسيم الحدود بين البلدين بدقة بسبب المستعمر الفرنسي. قبل أن تقوم فرنسا باحتلال المنطقة ابتداء من القرن التاسع عشر، ولم يكن هناك أي رسم للحدود مقنن باتفاقية، ففي معاهدة للا مغنية 18 مارس 1845، التي تثبت الحدود بين المغرب والجزائر الفرنسية، تنص الاتفاقية على «منطقة جافة بدون منابع مائية وغير مأهولة وتحديدها مبهم» أما ما تم رسمه لا يمثل سوى 165 كلم  ابتداءا من البحر الأبيض المتوسط في الشمال وإلى الجنوب باتجاه مدينة فيكيك المغربية. ما عداه لا يوجد أي منطقة حدودية، بدون رسم دقيق، تعبره مناطق قبلية تابعة للجزائر والمغرب.
بعد دخول المغرب تحت الحماية الفرنسية في 1912، قررت الإدارة الفرنسية تثبيت الحدود بين البلدين، لكن هذه اتبعت تحديدا سيئا (خط فارنييه 1912 وخط ترنكي 1938) يختلف من خارطة لأخرى. بما أنه في نظر الإدارة الفرنسية ليس ذلك بحدود فعلية والمنطقة أصلا غير مأهولة أي لا تمثل أي أهمية ما. اكتشاف مناجم الحديد والمنغنيز في المنطقة جعل فرنسا تقرر في سنة 1950 تدقيق رسم الحدود وإدخال كل من تندوف وكولومب بشار ضمن المقاطعات الفرنسية للجزائر.

### بعد استقلال الجزائر
بعد استقلال الجزائر قام الملك الحسن الثاني الذي خلف أباه في الحكم بعد وفاة الأخير عام 1961، بأول زيارة إلى الجزائر يوم 13 مارس 1963، حيث ذكّر نظيره الجزائري بن بلة بالاتفاق الموقع مع الحكومة الجزائرية المؤقتة بشأن وضع الحدود بين البلدين الذي خلقه الاستعمار الفرنسي، طلب الرئيس بن بلة من الحسن الثاني تأجيل مناقشة الأمر إلى حين استكمال بناء مؤسسات الدولة الحديثة. ليتراجع فيما بعد عن الاتفاق الذي سبق للحكومة الجزائرية المؤقتة أن أبرمته مع المغرب.
خلال حرب الجزائر، دعم المغرب جبهة التحرير الوطني، الحركة الوطنية الرائدة في الجزائر، في حملتها الفدائية ضد الفرنسيين. ومع ذلك، كان أحد الأهداف الأساسية لجبهة التحرير الوطني هو منع فرنسا من فصل مناطق الصحراء الاستراتيجية عن الدولة الجزائرية المستقبلية. ولذلك، فقد كانت غير راغبة في دعم مطالبات المغرب التاريخية بولاية تندوف وبشار أو مفهوم المغرب الكبير.
عند استقلال الجزائر، أعلنت جبهة التحرير الوطني أنها ستطبق مبدأ الحدود الموروثة على الحدود الاستعمارية الموجودة مسبقًا. كانت إدارة بن بلة الوليدة لا تزال تحاول إعادة بناء البلاد بعد الأضرار الجسيمة التي سببتها الحرب الجزائرية وكانت مشغولة بالفعل بتمرد قامت به جبهة القوى الاشتراكية بقيادة حسين آيت أحمد المعارض لحكم بن بلة الاستبدادي. اشتبهت السلطات الجزائرية في أن المغرب كان يحرض على الثورة، بينما كان حسن قلقًا بشأن تبجيل معارضته للجزائر، مما أدى إلى تصاعد التوترات بين الدولتين. هذه العوامل دفعت الكبرنات إلى البدء بتحريك القوات نحو تندوف.

### مواقف البلدين
المغرب : طالب بالأراضي المغربية من فرنسا الاستعمارية قصد استرجاع ارضيه الحقة شرقا مستندا لخارطة المغرب الكبير التي نشرها علال الفاسي في 7 يوليو 1956 والتي تدعي أن للمغرب حقائق تاريخية ترجع إلى ما قبل الاستعمار الفرنسي للجزائر حينما كانت هذه الأخيرة تحت الحكم التركي.
 الجزائر : تنظر لتلك الأراضي انها حق طبيعي، وطالبت بعدم المساس بالحدود الموروثة عن الإستعمار وبالاستناد إلى مؤتمر باندونغ المنعقد في 1956.

## الجيوش والأسلحة
الجزائر
كان الجيش الجزائري، الذي تم تشكيله مؤخرًا من صفوف حرب العصابات في جيش التحرير الوطني التابع لجبهة التحرير الوطني، لا يزال موجهًا نحو الحرب غير المتكافئة، ولم يكن لديه سوى القليل من الأسلحة الثقيلة. كما كانت لوجستياتها معقدة أيضًا بسبب مجموعتها الواسعة من الأسلحة التي عفا عليها الزمن إلى حد كبير من عدد من المصادر المتنوعة، منها فرنسا وألمانيا وتشيكوسلوفاكيا والولايات المتحدة. كان الجيش الجزائري قد طلب عددًا كبيرًا من الدبابات الخفيفة AMX-13 من فرنسا في عام 1962، ولكن في وقت القتال، لم يكن هناك سوى اثنتي عشرة دبابة في الخدمة. ومن المفارقات أن المغرب تبرع بما لا يقل عن أربع طائرات من طراز AMX-13 قبل عام. قام الاتحاد السوفييتي بتزويد الجزائر بعشر دبابات تي-34، لكنها كانت مجهزة لتطهير حقول الألغام وتم تسليمها بدون أبراج أو أسلحة. كما كان الجيش الجزائري يفتقر إلى الشاحنات والطائرات وسيارات الجيب. في عام 1963، كان حجم الجيش الجزائري 48,000 جندي وكانت ميزانيته العسكرية 66 مليون دولار.
المغرب

كانت القوات المسلحة المغربية أصغر حجمًا، ولكنها مجهزة تجهيزًا جيدًا نسبيًا، وكثيرًا ما استفادت من قوتها النارية المتفوقة في ساحة المعركة. كانوا يمتلكون أربعين دبابة قتال رئيسية من طراز تي-55  اشتروها من الاتحاد السوفيتي، واثني عشر مدمرة دبابات من طراز أس يو-100، وسبعة عشر دبابة من طراز AMX-13، وأسطولًا من سيارات بنهارد إي بي آر المدرعة المسلحة. كما يمتلك المغرب طائرات هجومية حديثة، في حين أن الجزائر لا تمتلكها. في عام 1963، كان حجم الجيش المغربي 34,843 جنديًا وكانت ميزانيته العسكرية 94 مليون دولار.

خارطة المغرب الكبير لحزب الاستقلال

## الحرب

### التصعيد
اندلعت بعد زيارة ملك المغرب للجزائر بشكل مفاجئ حرب إعلامية بين البلدين، حيث صرحت الجزائر أن المغرب لديه أطماع توسعية في المنطقة، فيما رأى المغرب في الاتهامات الجزائرية المدعومة إعلاميا من طرف مصر جمال عبد الناصر التي تبحث عن امتداد لها في منطقة المغرب العربي، عناصر قلق تهدد وحدة البلاد. كان جمال عبد الناصر الرئيس المصري في ذلك الوقت يصنف الأنظمة الملكية العربية كأنظمة رجعية ويساند الحركات الثورية ضدها ويقف مع الأنظمة التي لها نفس سياساته تجاه الدول الغربية خصوصا فرنسا والولايات المتحدة الأمريكية. رفض حزب الاستقلال المغربي موقف النظام الجزائري والحملة الإعلامية الجزائرية المصرية على المغرب، وفي مارس 1963 نشر خارطة «للمغرب الكبير» في الجريدة المغربية التي يصدرها (يومية العلم). الخارطة تضم ثلث الجزائر حتى عين صالح والصحراء الغربية التي كانت في ذلك الوقت ماتزال خاضعة لإسبانيا وموريتانيا المستقلة سنة 1960 والتي تم فصلها عن مملكة المغرب بتشجيع من فرنسا، وقسم من مالي المستقل سنة 1960.
تطورت الأحداث بعدها بشكل متسارع، حيث تقدمت مجموعة من جنود المغرب الى منطقة حاسي بيضاء و تينجوب في 1اكتوبر 1963 ، لكن سرعان ما استعادها مجموعة من الجنود الجزائريين في 8 اكتوبر 1963 و تم قتل و جرح العديد من جنود المغرب في بداية حرب الرمال (صفحة 254 سطر 4).  سارعت المغرب بعدها إلى إرسال أكثر من وفد رسمي إلى الرئيس الجزائري بن بلة للاحتجاج على ذلك الهجوم المفاجئ على الجنود مغاربة وغيره من الهجمات التي اتهمت الرباط أطرافا جزائرية بالقيام بها على مناطق حدودية بين الدولتين جنوبا وشمالا منها منطقتا تينجوب وإيش. وصل الجانبان إلى طريق مسدود، وأغلقت أبواب التفاوض والعمل الدبلوماسي وأصبح البلدان على حافة الحرب.

### المناوشات
ارتفع الضغط بين البلدين تدريجيًا، ولا شيء ينبئ بأن أحد الطرفين سيتراجع عن موقفه. في 1962 عرفت منطقة تندوف مظاهرات ومناوشات لبعض السكان حيث رُفعت لافتات (نعم للاستقلال عن فرنسا لكن نحن صحراويين). استقرت الأوضاع نسبيا في منطقة بشار أثناء صيف 1963. بدأ البلدان في تعزيز وجودهما العسكري على طول الحدود وبدأت الصحافة تنشر التجاوزات، طرد حرس الحدود الجزائري المغاربة ووجههم نحو الحدود المغربية، بينما سجل السكان في تندوف وبشار أنفسهم  للحصول على الجنسية الجزائرية. طُرد عمال مغاربة يعملون في الجزائر وكذلك تجار جزائريون في مدينة وجدة، ضلت المناوشات العسكرية حتى شهر سبتمبر تنسب لعناصر«معزولة». لتندلع الحرب فعليا في أكتوبر 1963.

### اندلاع الحرب
في اجتماع جرى على انفراد بين الملك الحسن الثاني والرئيس أحمد بن بلة أثناء الزيارة طلب هذا الأخير من الملك المغربي أن يؤخر بحث موضوع الحدود إلى حين استكمال الجزائر إقامةَ المؤسسات الدستورية، وتسلُّمَه مقاليد السلطة بوصفه رئيس الدولة الجزائرية المنتخب.[بحاجة لمصدر]
ابتداءا من أوائل سبتمبر نشرت وكالة المغرب العربي للأنباء المقربة من حزب الاستقلال آنذاك خبرًا مفاده أن القوات الجزائرية قد دخلت لطرفاية كي تحرض السكان على الثورة ضد الملك، وأن المدرعات تحتل واحتي زقدو ومريجة مع نهاية سبتمبر، قام الملك الحسن الثاني ومحمد أوفقير بإرسال القوات المغربية المرابطة بتوقنيت لاستعادة تينجوب وحاسي البيضاء، في قلب الأراضي «المنزوعة» من طرف الفرنسيين، هاتان القريتان تسيطران على الطريق الرابط بين الحدود الجزائرية إلى تندوف والصحراء الغربية، هذه التحركات سمحت للملك بكسب دعم كبير من طرف الشعب المغربي.
في 30 سبتمبر، أعلن الرئيس بن بلة أن القوات المغربية تؤيد انتفاضة حسين آيت أحمد في منطقة القبائل.[بحاجة لمصدر]
في 05 أكتوبر، اتفق وزيرا خارجية البلدين أحمد رضا اجديرة وعبد العزيز بوتفليقة في مدينة وجدة، وتوصّلا إلى ضرورة تنظيم قمة بين الملك الحسن الثاني والرئيس بن بلة، لحل مشكلة النزاع على الأراضي لكن القمة لم يكتب لها النجاح.[بحاجة لمصدر]
في 8 أكتوبر، استعادت قوات الجيش الوطني الشعبي الجزائري تينجوب وحاسي البيضاء وقتلت عشرة من جنود المغرب. في اليوم الموالي، أعلن المغرب أن محمية تينجوب وحاسي البيضاء وتينفوشي قد استلوت عليها القوات الجزائرية «في هجوم مفاجئ»، بالنسبة للجزائر القوات المغربية تتقدم في الصحراء منذ شهر سبتمبر لإقامة محميات، وأنها هاجمت كولومب بشار حاليًا. تحت أمر من الملك الحسن الثاني، توجه عبد الهادي بوطالب، وزير الإعلام، للجزائر لكن مهمته باءت بالفشل.[وفقًا لِمَن؟]
وفي 15 أكتوبر، قررت الجزائر التعبئة العامة في قدامى محاربي الجيش «جنود جيش التحرير الوطني» أبطال حرب الاستقلال
تلقّت الجزائر دعماً عسكرياً من الاتحاد السوفياتي وكوبا ومصر. بينما تلقّى المغرب مساعدة من فرنسا والولايات المتحدة الأمريكية.
بعد مناوشات مكثفة على طول الحدود، مع مرور الوقت، أصبح الاشتباك حقيقيا وحدث اقتتال عنيف حول واحة تندوف وفكيك. ، كانت صفوف الجيش الجزائري المتكونة من محاربي جيش التحرير الوطني (FLN)  لا تزال غير مؤهلة وموجهة نحو حرب مباشرة، كما كان يفتقر للمعدات الثقيلة. رغم ذلك كان عشرات الآلاف من المحاربين القدامى ذوي الخبرة على استعداد لخوض المعركة  معززين بالقوات المسلحة. علاوة على ذلك، فإن الجيش المغربي كان يمتلك تجهيزاً حديثاً ومتفوقاً على أرض المعركة.

### العمليات العسكرية
في 14 أكتوبر، احتلت القوات الملكية المغربية حاسي البيضاء وتنجوب ودفعت بالقوات الجزائرية نحو طريق بشار – تندوف، شكل هذا التدخل للقوات النظامية البداية الفعلية للنزاع استولى الجيش الجزائري على إيش موقع مغربي في الصحراء في ما وراء المنطقة المتنازع عليها، وتعتبر خطة لفتح جبهة جديدة لفك الضغط على القوات الجزائرية المهددة في الجنوب، أو بالأحرى الحصول على منطقة يمكن استغلالها في المفاوضات وصل الجزائريون إلى حدود فكيك،كان  الجيش المغربي المسير من طرف إدريس بنعمر مجهزا جيدا بتجهيز غربي (كانت فرنسا أكبر بائع أسلحة للمغرب في ذلك الوقت) وممونة على الدوام، أما القوات الجزائرية المسيرة من طرف هواري بومدين فكان لها خبرة في حرب العصابات والاعتماد على هجمات الكر والفر لكنها سيئة التجهيز والتي تشكلت مؤخرا من حرب العصابات في صفوف جبهة التحرير الوطني وتلقى تذبذبا في التموين، فكانت مواجهة غير متكافئة، إلا أن المغرب لم يتمكن من اختراق الجزائر.
استفادت الجزائر من تسليح كوبي (686 رجل  بالطيارات، ومدرعات، ومدفعية ) ومن مصر (1000 جندي وبعد الهبوط الطارئ لهلكوبتر جزائري وراء الخطوط الجزائرية في 20 أكتوبر قدم 3 كولونيلات مصريين للصحافة ) بينما لا يتلقى المغرب أي دعم مباشر من الولايات المتحدة وإسبانيا وفرنسا  قام المغرب بقطع علاقاته مع كوبا واستدعى سفراءه بمصر وسوريا وقام بطرد 350 معلم مصري، اندلعت أكبر معركة في 25 أكتوبر، أُسر حوالي 250 جزائري  بالقرب من حاسي البيضاء.
في نهاية الشهر صار للمغرب وضعية مريحة بما أنه يسيطر على حاسي البيضاء وتنجوب، بينما الجزائر لها وضعية دبلوماسية جيدة ولصالحها، لها تأييد كبير بعد حرب الاستقلال وهي مؤيدة وبدرجات مختلفة من طرف المنظمات الأفريقية وبإمكانها المطالبة بمبدأ «مبدأ الحدود الموروثة» لدعم مطالبها.

### النتيجة
انتهت حرب الرمال دون حسم عسكري واضح، رغم تحقيق المغرب تقدمًا ميدانيًا وسيطرته على بعض النقاط الحدودية، مما جعله يُعتبر منتصرًا وفقا لبعض التقارير الدولية. تدخلت عدة دول أفريقية، إلى جانب منظمة الوحدة الأفريقية وجامعة الدول العربية، لتهدئة الوضع. أسفرت الجهود عن اتفاق وقف إطلاق النار في 30 أكتوبر 1963، وتلتها مفاوضات لتحسين العلاقات بين البلدين، غير أن التوترات الحدودية استمرت في التأثير على العلاقات المغربية الجزائرية في العقود التالية.

### المفاوضات ووقف إطلاق النار
بعد مفاوضات توسطت خلالها منظمة الوحدة الأفريقية والجامعة العربية بين الطرفين جرى الإتفاق على مايلي :
- توقيع اتفاق وقف لإطلاق النار في 20 فبراير 1964.
- تحديد منطقة منزوعة السلاح.
- تعيين مراقبين من الدولتين لضمان حياة وسلام في هذه المنطقة.
- تشكيل لجنة تحكيم لتحديد المسؤولية حول من بدأ العمليات الحربية بين البلدين.
- دراسة مشكلة الحدود بين الطرفين وتقديم مقترحات إيجابية لهما.

## وصلات خارجية
- فيديو من الأرشيف الفرنسي يظهر تسلسل الأحداث من المنظور الفرنسي.
- لقاء صحفي مع الرئيس الجزائري أحمد بن بلة - يعطي من خلاله موقف الجزائر من المطالب الترابية للمغرب.
- مقال بجريدة لوموند الفرنسية - الوفاق المفقود بين الجزائر والرباط
- القصة الكاملة لحرب الرمال
- فيديو فرنسي يحكي ما سبق ذكره
- الإطماع التوسعية للمغرب باتت تهدد وجود كيان موريتانيا